# Bistum Kontum
Das Bistum Kon Tum (lateinisch Dioecesis Kontumensis, vietnamesisch Giáo phận Kon Tum) ist eine in Vietnam gelegene römisch-katholische Diözese mit Sitz in Kon Tum.

## Geschichte
Papst Pius XI. gründete das Apostolische Vikariat Kontum mit dem Breve Decessores Nostros am 18. Januar 1932  aus Gebietsabtretungen des Apostolischen Vikariats Qui Nhơn.
Mit der Apostolischen Konstitution Venerabilium Nostrorum wurde es am 24. November 1960 zum Bistum erhoben. Am 22. Juni 1967 verlor es einen Teil seines Territoriums an das Bistum Ban Mê Thuột.

## Ordinarien

### Apostolische Vikare von Kontum
- Martial-Pierre-Marie Jannin MEP (10. Januar 1933 – 16. Juli 1940)
- Jean-Liévin-Joseph Sion MEP (23. Dezember 1940 – 19. August 1951)
- Paul-Léon Seitz MEP (19. Juni 1952 – 24. November 1960)

### Bischöfe von Kontum
- Paul-Léon Seitz MEP (24. November 1960 – 2. Oktober 1975)
- Alexis Pham Van Lôc (2. Oktober 1975 – 8. April 1995)
- Pierre Trân Thanh Chung (8. April 1995 – 16. Juli 2003)
- Michel Hoang Ðúc Oanh (16. Juli 2003 – 7. Oktober 2015)
- Luy Gonzaga Nguyễn Hùng Vị (seit 7. Oktober 2015)